# Samurai Shodown
Samurai Shodown, conosciuto in Giappone come Samurai Spirits (サムライスピリッツ?, Samurai Supirittsu), è un videogioco arcade sviluppato e pubblicato nel 1993 da SNK per Neo Geo. Primo capitolo della serie di picchiaduro a incontri Samurai Shodown, il gioco è stato convertito per numerose console.
Il titolo è stato tra i primi picchiaduro bidimensionali a modificare la struttura classica di gioco alla Street Fighter II: The World Warrior, scegliendo un differente sistema di combattimento e introducendo nuovi effetti grafici e lo zoom durante le battaglie. Per quanto riguarda il cambiamento di stile è possibile paragonare questo gioco a Soul Blade, uscito due anni dopo (nel 1995), che ha apportato gli stessi cambiamenti per quanto riguarda i picchiaduro tridimensionali.
È divenuto famoso soprattutto per la caratteristica rappresentata dalle armi, cosa rara nei picchiaduro versus. Le vicende di Samurai Shodown sono collocate verso la fine del XVIII secolo, dalla primavera del 1788. È tra i videogiochi giapponesi dove nelle varie conversioni permangono tutte le caratteristiche della cultura giapponese presenti nella versione originale.

## Trama
Siamo nel 1788 e strani eventi si stanno verificando in tutto il mondo. Malattie inspiegabili, disastri naturali localizzati e alterazioni stanno iniziando a seminare ansia e disperazione nei cuori delle persone. Famiglie e nazioni sono in lotta, con conseguente perdita di molte vite. Queste calamità sono il risultato di un culto eretico apparso improvvisamente in Giappone. Amakusa Shiro Tokisada, un uomo un tempo bandito da questo mondo dallo shogunato Tokugawa, è tornato con l'aiuto di Ambrosia, il re del mondo dei demoni, e sta complottando per far precipitare il mondo nel caos. Il caos causato da questo rancore si estende oltre il Giappone e ad altri paesi oltreoceano, facendo precipitare il mondo in un'epoca oscura. In mezzo a tutto questo, dodici spadaccini, ognuno dei quali combatte per le proprie ragioni, partono per un viaggio verso Shimabara, il quartier generale del culto.

## Modalità di gioco
In Samurai Shodown i dodici personaggi si affrontano con armi bianche in combattimenti sul ring. Il combattente che riesce a mettere KO l'avversario si aggiudica il round, e chi vince due round vince l'incontro (a meno che il numero di round non venga modificato). Per sconfiggere un avversario, bisogna colpirlo fino a quando la sua barra di energia non si esaurisce.
Il titolo introduce l'indicatore della rabbia. Man mano che il personaggio controllato dal giocatore subisce danni, l'indicatore passa dal verde al giallo, poi al rosso. Il personaggio stesso cambia colore per indicare la sua rabbia. Una volta che l'indicatore si riempie al massimo, lampeggia POW e, per un periodo di tempo limitato, tutti gli attacchi del personaggio infliggono danni critici. Questo è un aspetto sfruttabile nel corso della battaglia. Una volta che la rabbia si placa, l'indicatore si svuota e la potenza d'attacco torna alla normalità.
Durante la lotta, nel caso si verifichi uno scontro di armi, il giocatore può premere ripetutamente il pulsante d'attacco in modo da disarmare l'avversario e farlo combattere a mani nude. Però, se il giocatore fallisce sarà lui a venire disarmato e dovrà prendere in fretta la sua arma.
L'arma di ognuno dei contendenti ha una propria impostazione di resistenza e, quando essa si scontra con quella dell'avversario, la sua resistenza diminuisce. Quando la resistenza raggiunge lo 0, l'arma si rompe e si viene costretti a combattere a mani nude per il resto del round. La potenza di questi ultimi attacchi è significativamente inferiore rispetto agli attacchi con armi, mettendo la maggior parte degli spadaccini in svantaggio e costringendoli a lottare.
Infine, un fattorino appare occasionalmente sullo sfondo e lancia oggetti come bombe o carne che ripristina la salute, che possono cambiare l'esito.

## Personaggi
| Nome                         | Arma                | Origine                                   | Origine           | Note |
| ---------------------------- | ------------------- | ----------------------------------------- | ----------------- | --- |
| Genan Shiranui               | guanto-artiglio     | Bandiera dello Shogunato Tokugawa         | Giappone          | ispirato a diversi personaggi di Ninja Scroll. È un membro del misterioso clan Shiranui, assetato di sangue.                                    |
| Haohmaru                     | katana              | Bandiera dello Shogunato Tokugawa         | Giappone          | ispirato a Miyamoto Musashi. È il protagonista della serie.                                                                                     |
| Hattori Hanzo                | ninjatō             | Bandiera dello Shogunato Tokugawa         | Giappone          | ispirato all'omonimo Hattori Hanzō. Temuto ninja del Giappone, è grande amico di Jubei Yagyu.                                                   |
| Jubei Yagyu                  | doppia katana       | Bandiera dello Shogunato Tokugawa         | Giappone          | ispirato all'omonimo Yagyū Jūbei Mitsuyoshi. Privo di un occhio, è un abile samurai che ha deciso di diventare un rōnin.                        |
| Kyoshiro Senryo              | naginata e ventagli | Bandiera dello Shogunato Tokugawa         | Giappone          | ispirato da Nemuri Kyoshiro. È un attore kabuki.                                                                                                |
| Nakoruru                     | kodachi             | Bandiera dello Shogunato Tokugawa         | Hokkaidō          | è una miko di etnia ainu amante della natura e animali, combatte con l'ausilio di un falco.                                                     |
| Ukyo Tachibana               | shikomizue          | Bandiera dello Shogunato Tokugawa         | Distretto di Koga | ispirato a Sasaki Kojirō. È un esperto di Iaijutsu e ha un contegno molto schivo; è affetto da tubercolosi (lo si vede spesso tossire).         |
| Wan-Fu                       | sciabola larga      | Bandiera della Dinastia Qing              | Dinastia Qing     | ispirato a Da Dao Wang Wu e a Wu Wang. È un grasso generale cinese.                                                                             |
| Charlotte Christine de Colde | fioretto            | Francia (bandiera)                        | Parigi            | ispirata a Lady Oscar. È una nobile che ama Mozart e l'opera, ha preso parte alla rivoluzione francese.                                         |
| Galford D. Weller            | ninjatō             | Bandiera del Vicereame della Nuova Spagna | San Francisco     | marinaio che in una sua avventura in Giappone ha appreso le tecniche ninjitsu; è aiutato dal fedele cane husky Poppy.                           |
| Earthquake                   | kusarigama          | Bandiera del Vicereame della Nuova Spagna | Texas             | grasso e grosso interprete dell'arte ninjitsu, ex amico di Galford, si è dato alla malavita e al furto.                                         |
| Tam Tam                      | scimitarra          | Bandiera del Vicereame della Nuova Spagna | Maya              | guerriero in cerca della Pietra di Palenque, che venne rubata da Amakusa Shiro Tokisada e da Mizuki Rashojin per poter evocare il dio Ambrosia. |

### Boss
- Amakusa Shiro Tokisada – originario del Giappone, armato con la Gemma di Gadamer (una sfera magica), ispirato all'omonimo Amakusa Shiro Tokisada. È l'avversario finale del gioco, resuscitato dal demone Ambrosia perché s'impossessi della pietra di Palenque, utile affinché Ambrosia possa prendere forma reale.

## Accoglienza
Retrospettivamente, la rivista Famitsū ha classificato Nakoruru come la trentaseiesima eroina più famosa dei videogiochi degli anni '90.